# مایریگ
مایریگ (فرانسوی: Mayrig‎) (به زبان ارمنی یعنی «مادر») فیلمی است در سبک نیمه-خودزندگینامه‌ای به نویسنده و کارگردانی آنری ورنوی فیلمساز ارمنی-فرانسوی.

## خلاصه داستان
این فیلم دربارهٔ کشمکش‌های یک خانواده ارمنی است که پس از نسل‌کشی ارمنی‌ها از ترکیه به فرانسه مهاجرت نموده‌اند.

## نکات
- پس از موفقیت این فیلم، ورنوی این فیلم را به صورت مجموعه تلویزیونی درآمد.
- بازیگران نقش‌های اصلی این فیلم کلودیا کاردیناله و عمر شریف می‌باشند.
- واهه کاچا دیگر نویسنده ارمنی-فرانسوی در نگارش فیلم‌نامه این فیلم به آنری ورنوی همکاری نمود.[۱]

## بازیگران
- ریشار بری
- کلودیا کاردیناله
- عمر شریف
- ایزابل سادویان
- زابو بریتمن
- ناتالی روسل
- ژاک ویره
- دنیل لبرون
- زابو بریتمن
- سیلوی ژولی
- جکی نرسسیان
- کریستین باربیه
- پاتریم تیمسیت
- سرژ آویدیکیان
- تیکی اُلگادو

## جوایز و نامزدی‌ها
- نامزد دریافت جایزه سزار موسیقی فیلم برای ژان-کلود پتیت
- برنده جایزه فرهنگستان از طرف فرهنگستان ملی سینما، فرانسه (۱۹۹۱)